# Kaczyce (Zebrzydowice)
Kaczyce (früher auch Kacice, deutsch Katschitz, tschechisch Kačice) ist eine Ortschaft mit einem Schulzenamt der Gemeinde Zebrzydowice im Powiat Cieszyński der Woiwodschaft Schlesien in Polen. Der Ort liegt in der historischen Landschaft Teschener Schlesien (polnisch Śląsk Cieszyński).

## Geographie
Kaczyce liegt im Ostrauer Becken, etwa 35 km westlich von Bielsko-Biała und 60 km südlich von Katowice im Powiat (Kreis) Cieszyn.
Das Dorf hat eine Fläche von 927 ha.
Historisch besteht es aus drei Orten:
- Kaczyce Dolne (Nieder Katschitz) – im Norden, genannt auch als Podświnioszów,
- Kaczyce Górne (Ober Katschitz) – in der Mitte,
- Otrębów (Ottrembau) – im Südwesten, erstmals 1445 als Otrembkow erwähnt;[1]

Nachbarorte sind Kończyce Małe im Nordosten, Kończyce Wielkie im Osten, Pogwizdów und Brzezówka im Süden, sowie die Stadt Karviná (Louky nad Olší) in Tschechien im Westen.

## Geschichte
Der Ort wurde 1332 erstmals urkundlich erwähnt. Der Name ist patronymisch abgeleitet vom Personennamen Kacz (wahrscheinlich nach einem Ritter im Jahre 1927 als comite Wlodzimiro dicto Kacza erwähnt) mit typischen patronymischen Wortende -yce.
Politisch gehörte das Dorf ursprünglich zum Herzogtum Teschen, dies bestand ab 1290 in der Zeit des polnischen Partikularismus. Seit 1327 bestand das Herzogtum unter der Lehnsherrschaft des Königreichs Böhmen und seit 1526 gehörte es zur Habsburgermonarchie. Die Gegenreformation in der Umgebung war sehr erfolgreich und das Gebiet war später fast rein römisch-katholisch, was zu einem Unterschied zwischen den örtlichen sogenannten Lachen und den Teschener Walachen wurde.
Nach der Aufhebung der Patrimonialherrschaften war es ab 1850 eine Gemeinde in Österreichisch-Schlesien, Bezirk Teschen (ab 1868 Bezirk Freistadt) und Gerichtsbezirk Freistadt. Derweil nahm die ethnographische Gruppe der schlesischen Lachen (Untergruppe der Schlesier) deutliche Gestalt an, wohnhaft in Kaczyce, traditionell Teschener Mundarten sprechend. In den Jahren 1880–1910 stieg die Einwohnerzahl von 1098 im Jahr 1880 auf 1170 im Jahr 1910 an, es waren überwiegend polnischsprachig (zwischen 97,7 % und 99,7 %), deutschsprachig (20 oder 2,1 % im Jahre 1890) und tschechischsprachig (7 oder 0,7 % im Jahre 1900). Im Jahre 1910 waren 99,6 % römisch-katholisch, 5 (0,4 %) evangelisch.
1920, nach dem Zusammenbruch der k.u.k. Monarchie und dem Ende des Polnisch-Tschechoslowakischen Grenzkriegs, kam Kaczyce als einer von vier Orten des Bezirkes Freistadt zu Polen und wurde an dem Powiat Cieszyński in der autonomen Woiwodschaft Schlesien. Unterbrochen wurde dies nur durch die Besetzung Polens durch die Wehrmacht im Zweiten Weltkrieg. Es gehörte dann zum Landkreis Teschen im Regierungsbezirk Kattowitz in der Provinz Schlesien (seit 1941 Provinz Oberschlesien)
Von 1975 bis 1998 gehörte Kaczyce zur Woiwodschaft Katowice.

## Sehenswürdigkeiten
Unter Denkmalschutz steht:
- Die katholische Pfarrkirche Hl. Kreuzerhöhung (kościół Podwyższenia Krzyża Świętego) ist eine Schrotholzkirche, die ursprünglich St. Bartholomäus geweiht war. Sie wurde 1972 von Ruptawa (deutsch: Ruptau) nach Kaczyze gebracht. Der barocke Hauptaltar stammt aus dem 18. Jahrhundert. Die gotische Pietà des 15. Jahrhunderts ist eine Kopie, das Original ist im Erzdiözesanmuseum Kattowitz (Museum Archidiecezjalne w Katowicach).

- Nicht unter Denkmalschutz aber bemerkenswert als Industriedenkmal ist das Steinkohlebergwerk (Kopalnia Węgla Kamiennego) „Morcinek“, das in den 1980er bis 1990er Jahre betrieben wurde.

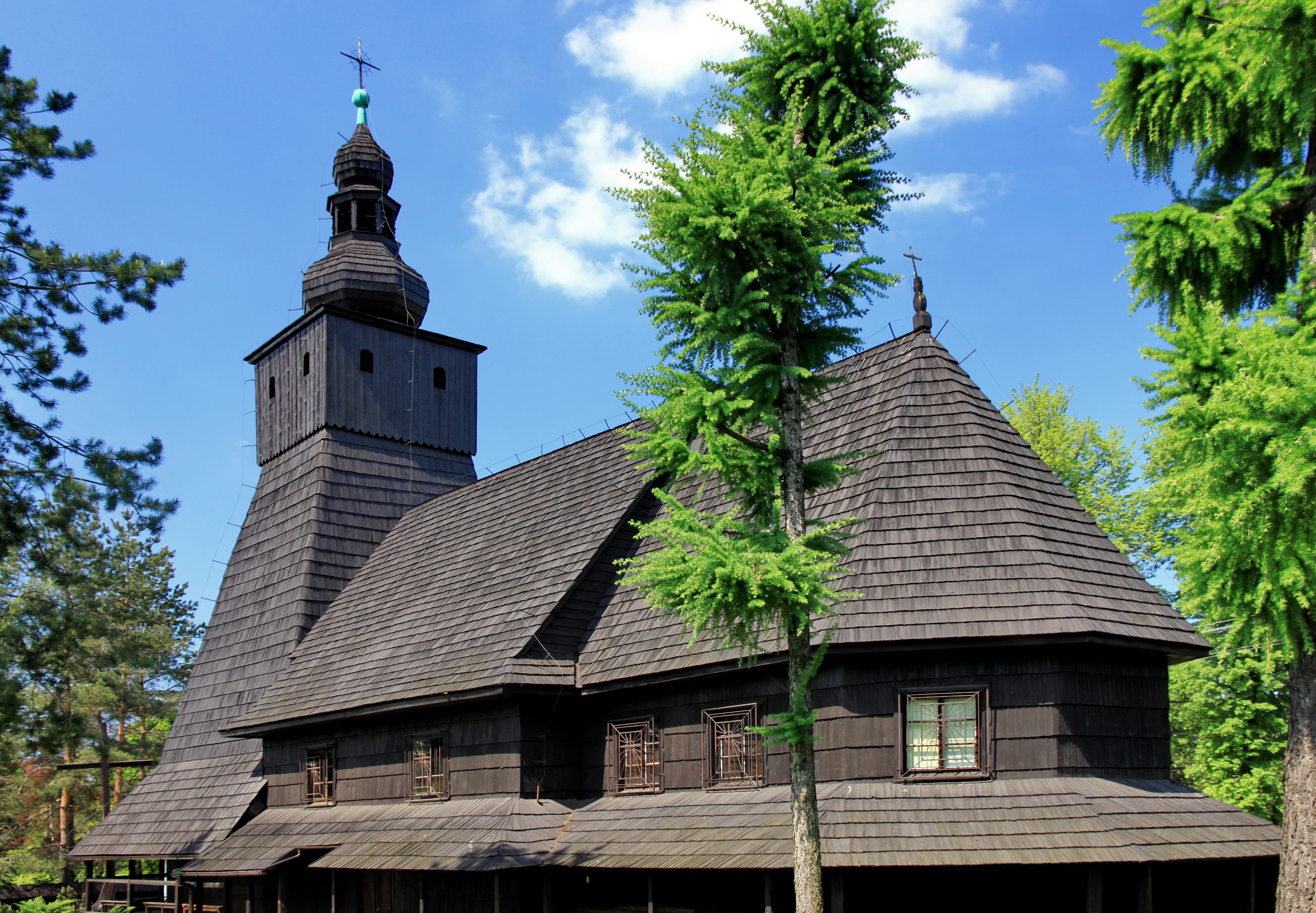
Katholische Kirche
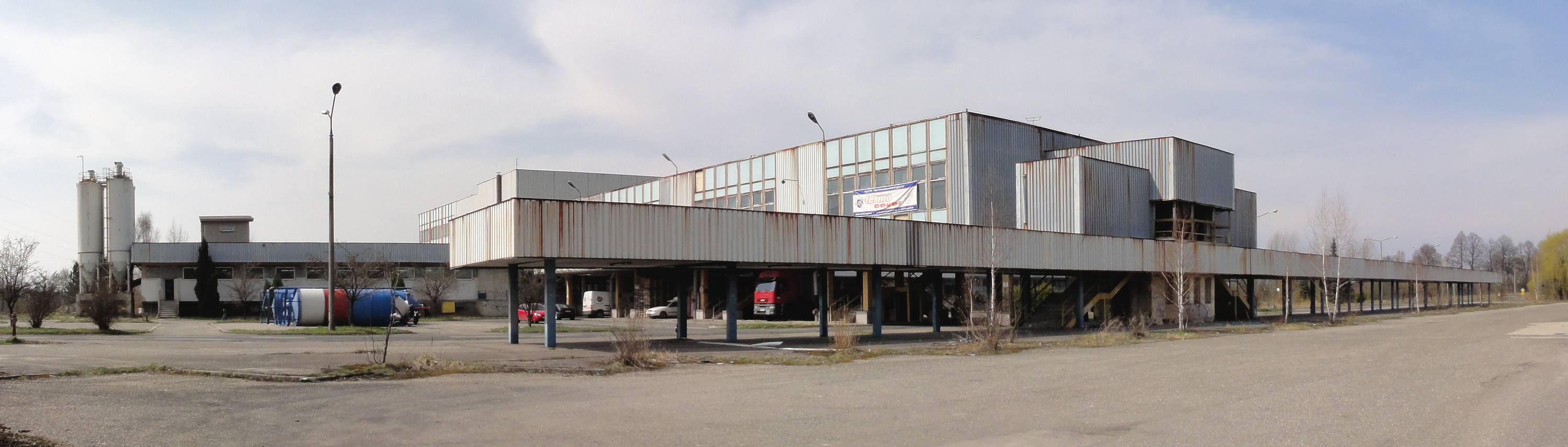
Ehemaliges Kohlebergwerk „Morcinek“

## Persönlichkeiten
- Władysław Filipowiak (* 1926; † 2014) polnischer Archäologe und Prähistoriker.